# Arminé Arjona
Gloria Arminé Arjona Baca, conocida como Arminé Arjona (Ciudad Juárez, Chihuahua, México, 21 de marzo de 1958 - Ciudad Juárez, Chihuahua, México, 29 de diciembre de 2024), fue una escritora mexicana.

## Biografía
Arminé Arjona estudió en la Universidad Autónoma de Ciudad Juárez la licenciatura de Médica Cirujana en 1985. Tuvo una única hermana llamada Rocío Diana Arjona Baca. Fue médica acupunturista pues se especializó en la Ciudad de México, pero sobre todo se dedicó a escribir literatura. Participó en talleres literarios con la escritora Rosario Sanmiguel, con Élmer Mendoza, Ethel Krauze y Orlando Ortiz. 
Arjona es una de las escritoras populares más conocidas y queridas en el ámbito cultural por la comunidad artística y activista. «Juaritos, yo te quiero a pesar del matadero» y «Juárez tan lleno de sol y de soldados» se leía en algunas paredes de la ciudad cuando esa urbe estuvo en estado de sitio durante la presidencia de Felipe Calderón Hinojosa y así fue como esta poeta con sus provocadores versos dio un poco de fortaleza al aire que se respiraba con miedo en las calles militarizadas y en guerra. Otros de sus versos callejeros fueron: «Juárez tan lleno de sol y desolado», «Quién le da alas a las balas», «No me hallo. Estoy desaparecida», «Para una lluvia de balas, un arcoíris de paz». También pintó grafitis de protesta por el feminicidio cometido en el año 2011 de su cercana amiga lesbiana, poeta y activista Susana Chávez, de quien se supone es la frase «ni una muerta más» o «ni una más», expresiones creadas ante el hartazgo por los feminicidios, el enojo por la impunidad y la exigencia de justicia.
La autora y activista Arminé Arjona también hizo presentaciones e intervenciones durante el Festival Bordeño, organizado por el Colectivo Palabras de Arena y 656 Cómics, donde artistas de Ciudad Juárez se trasladaron a la ciudad de Ojinaga, Chihuahua, para realizar talleres y eventos artísticos y culturales.
El 29 de noviembre de 2024 fue sometida a una cirugía en el Centro Quirúrgico de Lourdes, Ciudad Juárez, en México. Posteriormente realizó un llamado a la comunidad para poder cubrir los gastos médicos. Falleció el 29 de diciembre del 2024 en el Centro Quirúrgico de Lourdes, a los 66 años de edad. 

## Obra
Ha publicado en revistas mexicanas y de Estados Unidos como en la Revista Contratiempo de Chicago y la Revista Arenas Blancas de crítica y literatura de Nuevo México. Arminé ha escrito poesía, narrativa (cuentos principalmente aunque también novela), ensayo, dramaturgia y aforismos que, por lo general, plasma en las paredes de las calles de la ciudad y así "concientiza al ciudadano para que cuestione las estructuras sociales y políticas y su relación con la violencia desde simples chispazos poéticos". Ha sido una intelectual que también se ha involucrado en el activismo y ha apoyado varias manifestaciones contra la violencia, los feminicidios, haciendo una crítica puntual a ciertos acontecimientos políticos. La poesía de Arminé Arjona, para la estudiosa Rocío Mejía, demuestra que la poesía en Ciudad Juárez es memoria, trabajo político y comunitario. La misma Arminé Arjona ha expresado que ella se siente una fronteriza comprometida con su entorno y por ello en su literatura da testimonio de su época y situación geográfica. El tono humorístico es central en su escritura pero corresponde a un humor sarcástico, irónico y en ocasiones un humor negro que suele incomodar al público lector. Ella es una maestra del retruécano y los juegos lingüístico, en sus cuentos destaca "el habla fronteriza con su argot de barriadas viejas de Juárez entremezclada con abundantes pochismos y otras expresiones prestadas del inglés, hasta el punto de crear una construcción lingüística viva, fresca y original, como no tiene ningún escritor juarense. Arminé Arjona sabe hacer humor y música con la lengua arrabalera de los callejones". En el año 2008, algunos de sus poemas se tradujeron al alemán y fueron publicados en la revista "Lateinamerika Nachrichten" en Berlín, Alemania. Actualmente, la autora cuenta con escritos (cuento, poesía y novela) que están en busca de editorial pero que ya circulan en manos de personas cercanas a ella, de investigadoras y académicas.
En el 2000, Arminé Arjona fue encargada de producción de la obra teatral Naomi en la sala del autor Christopher Durang que fue puesta en escena por el grupo teatral La Última Butaca. Durante el verano del año 2014 y del año 2015, la compañía de teatro La Última Butaca de Ciudad Juárez presentó la obra de teatro Jane original de Arminé Arjona, con adaptación y dirección de Jissel Arroyo. La obra aborda el maltrato infantil. Arjona y Arroyo han colaborado juntas además en otras obras teatrales: El atascadero, La lagartija, Efecto dominó y Las niñas de la guerra.
"La poesía de Arjona irrumpe en el paisaje visual y auditivo de la ciudad" pues también ha hecho colaboraciones musicales. El sicarito Archivado el 29 de febrero de 2020 en Wayback Machine., fue una adaptación que hizo para Batallones Femeninos, colectivo feminista de hip hop. 

### Libros publicados
- 2003 - Juárez, tan lleno de sol y desolado  (Chihuahua Arde Editoras), un libro con 10 poemas que versan sobre las mujeres víctimas de feminicidio. En el poemario recrea el espacio desértico, la frontera y el cuerpo femenino.[13]
- 2004 y 2009 - Delincuentos: Historias del narcotráfico (Chihuahua AlLímite Editores y SOLAR Instituto Chihuahuense de la Cultura, respectivamente).

### Antologías en las que ha publicado
- 2004 - Canto a una ciudad en el desierto: Encuentro de Poetas en Ciudad Juárez (1998-2002): antología (Ediciones La Cuadrilla de la Langosta).
- 2004 - Al filo del poema
- 2004 - Eres el amor de mi vida. 95 international poets united against violence towards women (C.A.U.S.E).
- 2007 - Español escrito. Curso para hispanohablantes bilingües, por Guadalupe Valdés, Richard V. Teschner y Héctor M Enríquez (Editorial Prentice Hall).
- 2008 - Agualluvia de Letras: Poesía femenina chihuahuense 1930-1980, selección, prólogo y notas de Federico Corral Vallejo (Tintanueva).
- 2009 - Narrativa juarense contemporánea. Compiladora Margarita Salazar, editorial Archipiélago.
- 2010 - Color y palabra en la mujer chihuahuense : antología plástica y poética. Primer encuentro de mujeres en la cultura. Homenaje a Aurora Reyes.
- 2010 - Tan lejos de Dios. Poesía mexicana en la frontera norte. Antología coordinada por Uberto Stabile.
- 2012 - Manufractura de sueños — Antología (Consejo Nacional para la Cultura y las Artes / Laberinto Ediciones / Instituto Chihuahuense de la Cultura /  Rocinante).

### Premios y distinciones
- 2006 - Beca David Alfaro Siqueiros categoría Creadores con trayectoria artística por Latrocínicos, cuéntame una de banqueros, cuentos de rateros.